# Esperanza (virtud)

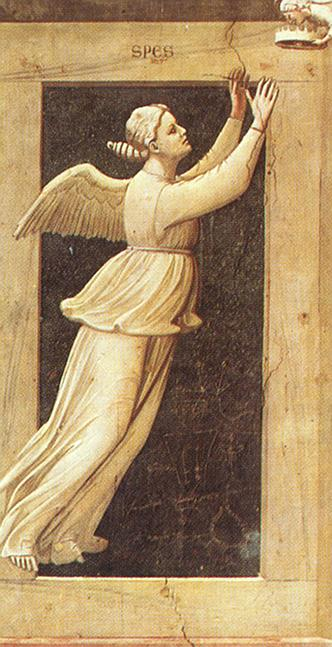
Alegoría de la esperanza
Giotto di Bondone.Padua.

La esperanza es la virtud por la cual el hombre pasa de devenir a ser.[cita requerida]

## La esperanza como actitud religiosa
La esperanza, como actitud religiosa, hace referencia a los acontecimientos que dependen solamente de la voluntad divina. En ella hay dos supuestos de importancia: un concepto de la divinidad y otro, del tiempo religioso. Para el «hombre bíblico» la esperanza, la expectación son connaturales con él. A diferencia de otras religiones o ideologías, el liberador que espera el hombre bíblico no depende de sus decisiones propias sino del propio Dios salvador. Para que el futuro soteriológico, es decir, el referente a la salvación, se base en la decisión divina es necesario que Dios se conciba, como lo hace la Biblia, como un Dios que tiene en plenitud la libertad, la omnipotencia y la bondad. Se confía en su bondad de tal manera que se espere que su gracia será sobreabundante y suficiente, en su omnipotencia porque garantiza la acción salvadora y en su libertad, que hace imprevisible las medidas de las acciones salvadoras que ejerza en favor de un determinado individuo en un determinado momento histórico.

### Según la religión católica
Siguiendo a Santo Tomás de Aquino, la esperanza se define como la «virtud infusa que capacita al hombre para tener confianza y plena certeza de conseguir la vida eterna y los medios, tanto sobrenaturales como naturales, necesarios para alcanzarla, apoyado en el auxilio omnipotente de Dios».
La RAE la define con varias acepciones si bien la que se refiere a la virtud cristiana es: « En la doctrina cristiana, virtud teologal por la que se espera que Dios dé los bienes que ha prometido.»
El Catecismo de la Iglesia católica define la virtud de la esperanza de la siguiente forma:

La esperanza es la virtud teologal por la que aspiramos al  Reino de los cielos  y a la vida eterna como felicidad nuestra, poniendo nuestra confianza en las promesas de Cristo y apoyándonos no en nuestras fuerzas, sino en los auxilios de la gracia del Espíritu Santo

En la Teología cristiana estas virtudes forman una unidad indisoluble con las virtudes cardinales o naturales que son cuatro: Prudencia, Justicia, Templanza y Fortaleza y todas ellas en su conjunto describen la imagen cristiana del hombre. Esperanza es el nombre de una de las tres virtudes teologales o sobrenaturales, junto con la fe y la caridad. Estas virtudes dan vida y forma a todas las virtudes morales. Las virtudes teologales son infundidas por Dios en el alma de todos los fieles para que sean capaces de obrar como hijos suyos, como hijos de Dios y, definitivamente, ganar la vida eterna. Son garantía de la acción del Espíritu Santo en el alma humana y en sus facultades y también de su presencia en ellas.

### Según el Antiguo Testamento
Uno de los aspectos principales de la espiritualidad del Antiguo Testamento es la actitud de esperar puesto que la acción salvadora de Dios se produce en el tiempo histórico, en el suceder histórico cuya plenitud llegará en la consumación de los tiempos, en la plenitud escatológica tal y como lo habían repetido de forma insistente los profetas. Sin embargo, el Antiguo Testamento también habla de la Esperanza en sentido negativo ya que condena las falsas esperanzas apoyadas en motivos diferentes a la confianza en Dios. La esperanza en el futuro es tan importante en el hombre del Antiguo Testamento que se caracteriza a la felicidad — en su sentido virtuoso — como la posesión del porvenir, y la desgracia como la carencia de esta posesión.
La esperanza veterotestamentaria puede no llegar a realizarse por lo que se presenta incierta. Isaías expresó la decepción de Dios ante «la viña, en la que quitó piedras, cavó, que plantó vides escogidas,... y en vez de uvas le dio agrazones». (Is 5,1-4) así como la esperanza en los hombres: «Esperaba compasión, pero en vano; buscaba consoladores, pero no los hallé». (Ps 69,21) Sin embargo la confianza del hombre en Dios es lo característico del hombre justo. Ante la pregunta de en que se fundamenta esta esperanza, el Antiguo Testamento indica tres: la omnipotencia divina, su misericordia y la fidelidad de Dios a sus promesas; según algunos textos se designa a Dios como «la esperanza» por antonomasia.

### Según el budismo
Si bien la actitud psicológica que se designa como esperar desde un punto de vista activo ya que el sujeto que espera tiene unas disposiciones psicológicas de deseo, confianza, expectación o incertidumbre, ciertas tendencias del budismo y también algunas de la psicología profunda han propuesto suprimir la expectación de tal manera que el sujeto adquiera un total desinterés por el futuro y se concentre solamente en el presente.[cita requerida]

## Según la masonería
En la francmasonería, se habla de tres virtudes, mencionadas en la marcha del aprendiz: "Tengo fe en mis ideales, esperanza en realizarlos, por amor a la humanidad."[cita requerida]